# Château de Jovkva
Le château de Jovkva (en ukrainien : Жовківський замок, замок у Жовкві) est un château situé à Jovkva en Ukraine.  Il se trouve sur une colline au cœur de la ville, entouré de la rivière Svinya et des fossés en eau. Il était le lieu de résidence de la famille Sobieski.

## Historique
Il a été construit par Stanisław Żółkiewski. Il a été la possession de Jean III Sobieski.

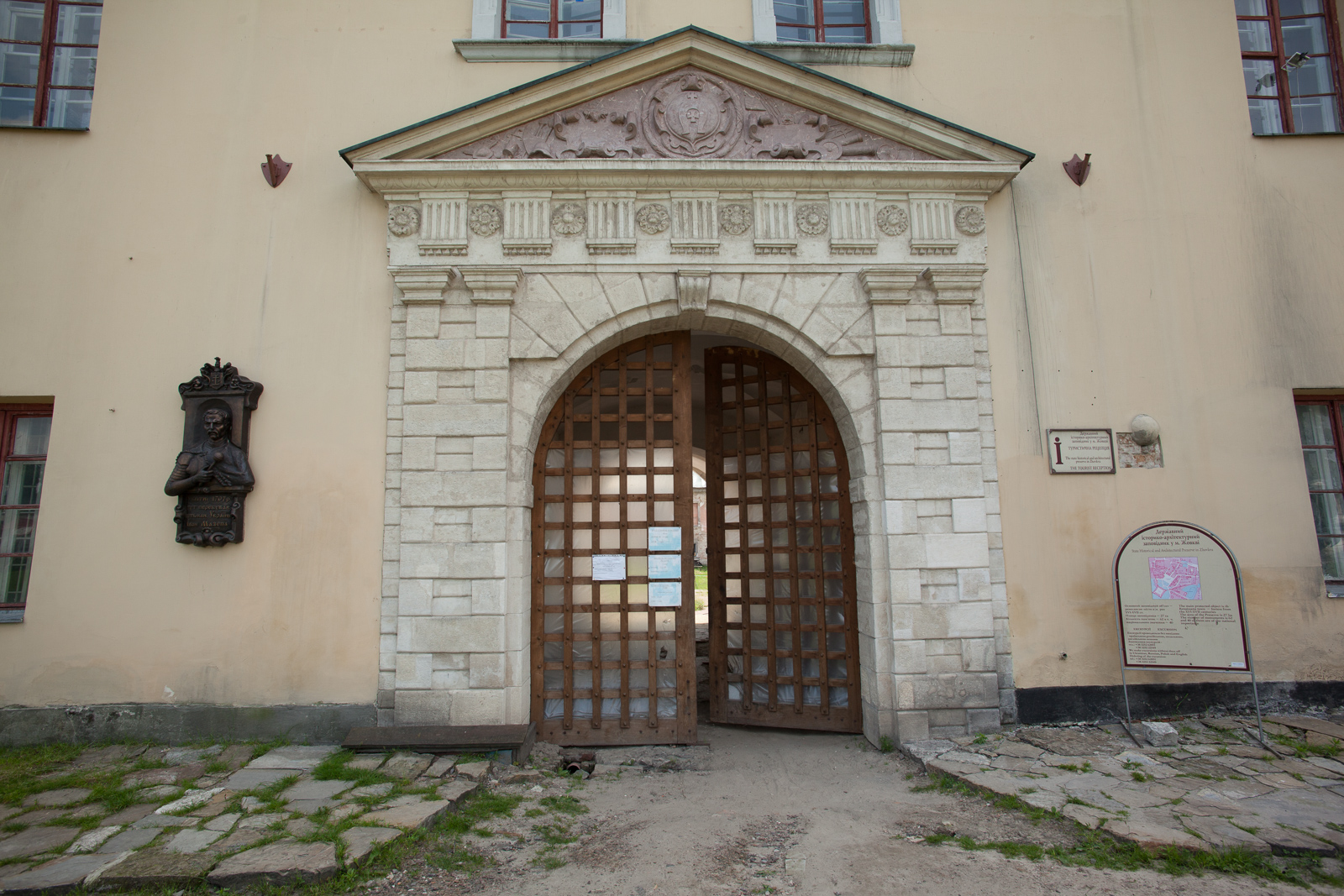
Portes
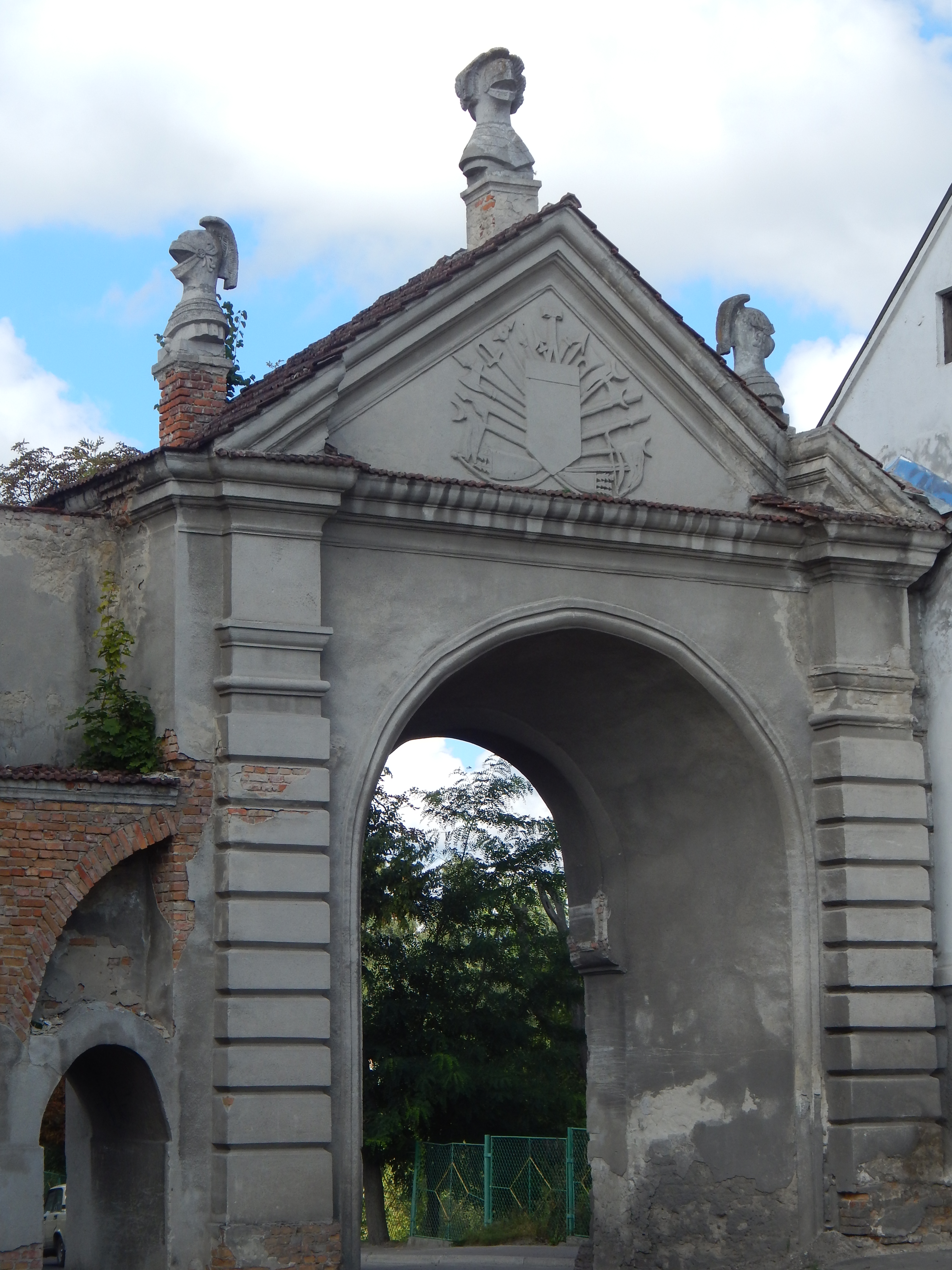
du château.
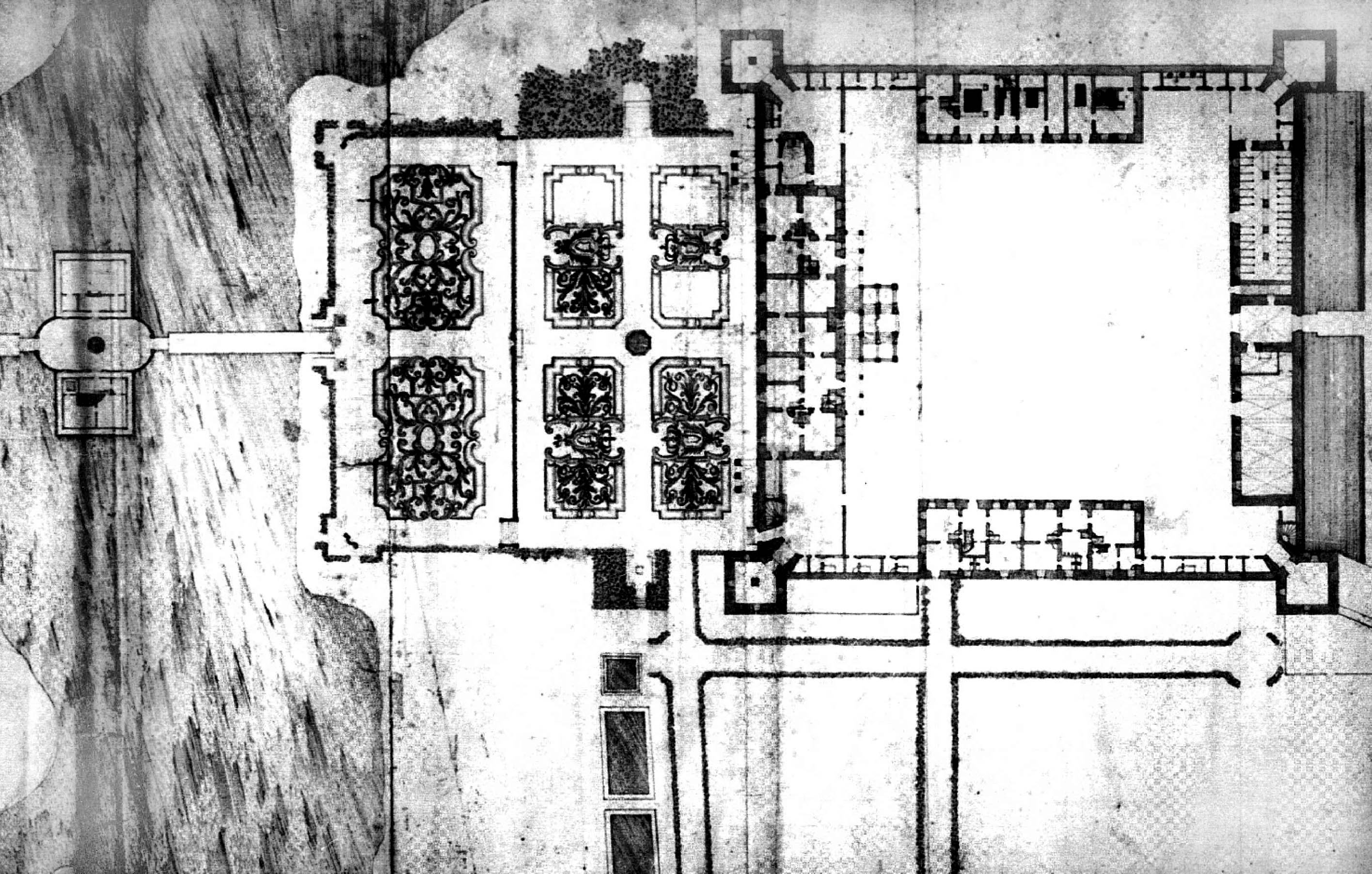
Sur un plan de 1740.

## Musée
Il est actuellement en rénovation et dépend de la Galerie d'art de Lviv.

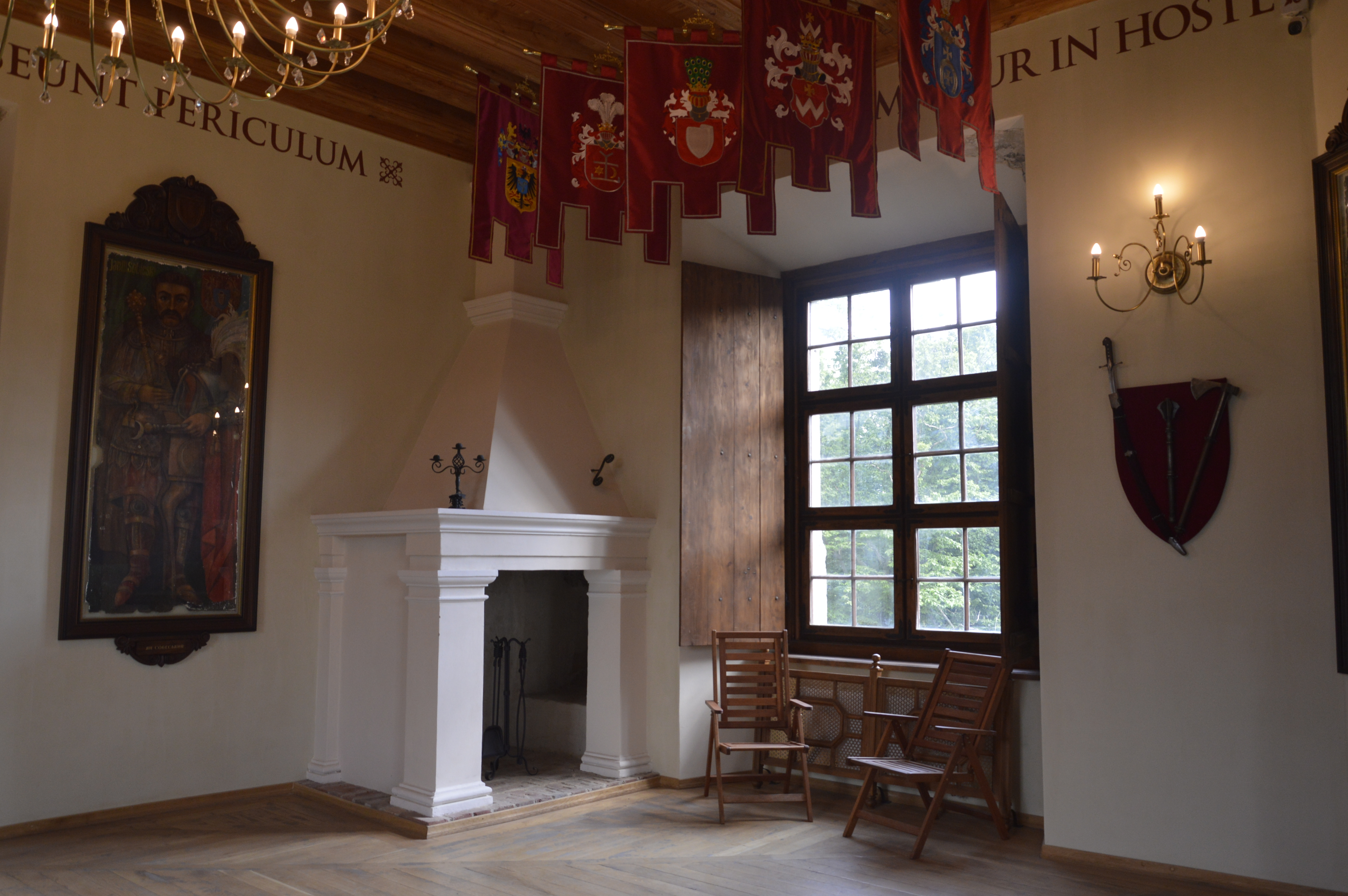
Une salle
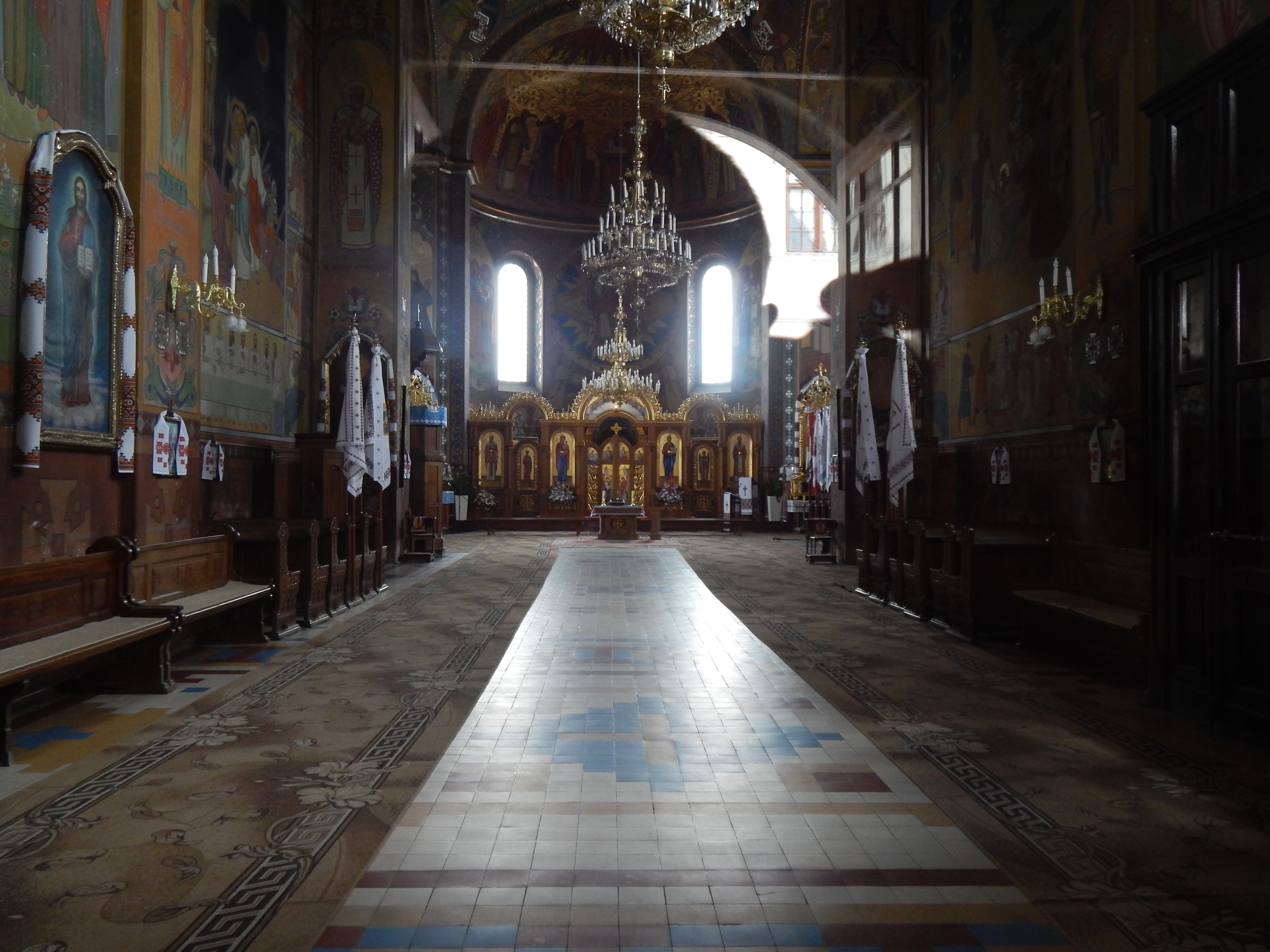
La chapelle classée